# Laubach (Hunsrück)
Laubach település Németországban, Rajna-vidék-Pfalz tartományban. Lakosainak száma 434 fő (2023. december 31.). Laubach Alterkülz, Kastellaun, Neuerkirch és Klosterkumbd községekkel határos.

## Népesség
A település népességének változása:
| Lakosok száma | 393  | 426  | 428  | 431  | 437  | 425  | 434  |
|               | 1975 | 2014 | 2017 | 2019 | 2021 | 2022 | 2023 |